# Brook Lopez
Brook Robert Lopez (* 1. April 1988 in Los Angeles, Kalifornien) ist ein US-amerikanischer Basketballspieler, der seit 2008 in der NBA spielt und aktuell bei den Los Angeles Clippers unter Vertrag steht. Sein Zwillingsbruder Robin Lopez spielt ebenfalls in der NBA.

## College-Karriere
Brook Lopez absolvierte die Saison 2007/08 im Dienste der Stanford University mit dem Team Stanford Cardinal. Er konnte durchschnittlich 19,3 Punkte, 8,2 Rebounds und 2,1 Shotblocks pro Spiel erzielen. In dieser Saison wurde er auch in das First Team der Pacific-10 Conference gewählt.

## NBA-Karriere
Im NBA-Draft 2008 wurde er an 10. Stelle von den New Jersey Nets ausgewählt. In seinem ersten Jahr konnte er bei einer durchschnittlichen Einsatzzeit von 30,5 Minuten im Schnitt 13,0 Punkte, 8,1 Rebounds und 1,8 Shotblocks pro Spiel erreichen. Für diese Leistungen wurde er in das NBA All-Rookie First Team berufen. Im darauffolgenden Jahr steigerte er seine Werte auf 18,8 Punkte und 8,6 Rebounds pro Spiel. Doch der Teamerfolg blieb aus. In der Saison 2010/11 erzielte Lopez 20,4 Punkte und führte das Team wiederum als Topscorer an. Aufgrund von Verletzungen spielte Lopez während der Saison 2011/12 nur 5 Spiele.
Im Sommer 2012 unterschrieb Lopez einen 61 Millionen US-Dollar-Vertrag, verteilt auf vier Jahre. Nach dem Umzug der Nets nach Brooklyn lief es auch für Lopez wieder. Er absolvierte 74 Spiele und erzielte dabei 19,2 Punkte, 6,9 Rebounds und 2,1 Blocks pro Spiel. Mit Brooklyn erreichte er die Playoffs, schied jedoch in der ersten Runde aus. Ebenfalls wurde Lopez als Ersatz für den verletzen Rajon Rondo zum NBA All-Star Game berufen. Er erzielte 3 Punkte, 5 Rebounds und 3 Assists.
Mitte Dezember 2013 brach sich Lopez im Spiel gegen die Philadelphia 76ers erneut den bereits 2011 verletzten Fuß und fiel damit für den Rest der Saison 2013/14 verletzt aus. Die Saison 2014/15 verlief wieder besser, und er konnte 72 Spiele für die Nets absolvieren, indem ihm fast 18 Punkte im Schnitt gelangen. Mit den Nets erreichte er nach 2012 zum zweiten Mal die Playoffs in seiner Karriere, doch war in der ersten Runde gegen die Atlanta Hawks Schluss. Nach der Saison unterschrieb er einen neuen Vertrag bei den Nets, nachdem er vorher aus dem Vertrag ausgestiegen war. Die nächsten beiden Jahre verliefen sportlich jedoch desaströs für die Nets. Lopez war dabei der einzige Lichtblick und erzielte im Schnitt 19 Punkte und 7 Rebounds im Schnitt. Im April 2017 überholte Lopez dabei Buck Williams als erfolgreichsten Korbschützen der Netsgeschichte.
Nach neun Jahren für die Nets wurde Lopez im Juni 2017 für D’Angelo Russell und Timofey Mozgov zu den Los Angeles Lakers transferiert. Bei den sportlich erfolglosen Lakers kam er in 74 Saisonspielen auf 13,0 Punkte und 4,0 Rebounds im Schnitt. Zum Saisonende verließ er die Lakers als Free Agent und unterschrieb bei den Milwaukee Bucks.
Für die Bucks stand Lopez bis 2025 auf dem Parkett und konnte mit dem Verein 2021 die Meisterschaft feiern. Nach Ablauf seines Vertrags im Sommer 2025 wechselte er innerhalb der Liga zu den Los Angeles Clippers und unterzeichnete dort einen Vertrag bis 2027.

## NBA-Statistiken

### Reguläre Saison
| Saison   | Team        | GP   | GS  | MPG  | FG % | 3P % | FT % | RPG | APG | SPG | BPG | PPG  |
| -------- | ----------- | ---- | --- | ---- | ---- | ---- | ---- | --- | --- | --- | --- | ---- |
| 2008–09  | New Jersey  | 82   | 75  | 30.5 | .531 | .000 | .793 | 8.1 | 1.0 | 0.5 | 1.8 | 13.0 |
| 2009–10  | New Jersey  | 82   | 82  | 36.9 | .499 | .000 | .817 | 8.6 | 2.3 | 0.7 | 1.7 | 18.8 |
| 2010–11  | New Jersey  | 82   | 82  | 35.2 | .492 | .000 | .787 | 6.0 | 1.6 | 0.6 | 1.5 | 20.4 |
| 2011–12  | New Jersey  | 5    | 5   | 27.2 | .494 | —    | .625 | 3.6 | 1.2 | 0.2 | 0.8 | 19.2 |
| 2012–13  | Brooklyn    | 74   | 74  | 30.4 | .521 | .000 | .758 | 6.9 | 0.9 | 0.4 | 2.1 | 19.4 |
| 2013–14  | Brooklyn    | 17   | 17  | 31.4 | .563 | .000 | .817 | 6.0 | 0.9 | 0.5 | 1.8 | 20.7 |
| 2014–15  | Brooklyn    | 72   | 44  | 29.2 | .513 | .100 | .814 | 7.4 | 0.7 | 0.6 | 1.8 | 17.2 |
| 2015–16  | Brooklyn    | 73   | 73  | 33.7 | .511 | .143 | .787 | 7.8 | 2.0 | 0.8 | 1.7 | 20.6 |
| 2016–17  | Brooklyn    | 75   | 75  | 29.6 | .474 | .346 | .810 | 5.4 | 2.3 | 0.5 | 1.7 | 20.5 |
| 2017–18  | L.A. Lakers | 74   | 72  | 23.4 | .465 | .345 | .703 | 4.0 | 1.7 | 0.4 | 1.3 | 13.0 |
| 2018–19  | Milwaukee   | 81   | 81  | 28.7 | .452 | .352 | .842 | 4.9 | 1.2 | 0.6 | 2.2 | 12.5 |
| 2019–20  | Milwaukee   | 68   | 67  | 26.7 | .435 | .314 | .836 | 4.6 | 1.5 | 0.7 | 2.4 | 12.0 |
| 2020–21  | Milwaukee   | 70   | 70  | 27.2 | .503 | .338 | .845 | 5.0 | 0.7 | 0.6 | 1.5 | 12.3 |
| 2021–22  | Milwaukee   | 13   | 11  | 22.9 | .466 | .358 | .870 | 4.1 | 0.5 | 0.6 | 1.2 | 12.4 |
| 2022–23  | Milwaukee   | 78   | 78  | 30.4 | .531 | .374 | .784 | 6.7 | 1.3 | 0.5 | 2.5 | 15.9 |
| 2023–24  | Milwaukee   | 79   | 79  | 30.5 | .485 | .366 | .821 | 5.2 | 1.6 | 0.5 | 2.4 | 12.5 |
| Gesamt   | Gesamt      | 1025 | 985 | 30.2 | .496 | .349 | .796 | 6.2 | 1.4 | 0.6 | 1.9 | 16.1 |
| All-Star | All-Star    | 1    | 0   | 11.0 | .000 | .000 | .750 | 5.0 | 3.0 | 0.0 | 0.0 | 3.0  |

### Play-offs
| Saison  | Team      | GP | GS | MPG  | FG % | 3P %  | FT % | RPG | APG | SPG | BPG | PPG  |
| ------- | --------- | -- | -- | ---- | ---- | ----- | ---- | --- | --- | --- | --- | ---- |
| 2012–13 | Brooklyn  | 7  | 7  | 37.6 | .472 | 1.000 | .886 | 7.4 | 1.4 | 0.9 | 3.0 | 22.3 |
| 2014–15 | Brooklyn  | 6  | 6  | 39.0 | .494 | —     | .825 | 9.0 | 0.8 | 0.7 | 2.2 | 19.8 |
| 2018–19 | Milwaukee | 15 | 15 | 29.2 | .455 | .293  | .828 | 5.5 | 1.4 | 0.4 | 1.9 | 11.2 |
| 2019–20 | Milwaukee | 10 | 10 | 32.8 | .535 | .396  | .750 | 5.5 | 0.5 | 1.0 | 1.3 | 15.8 |
| 2020–21 | Milwaukee | 23 | 23 | 29.0 | .548 | .319  | .860 | 5.9 | 0.3 | 0.7 | 1.5 | 13.0 |
| 2021–22 | Milwaukee | 12 | 12 | 27.7 | .490 | .214  | .913 | 5.9 | 0.7 | 0.5 | 1.5 | 10.6 |
| 2022–23 | Milwaukee | 5  | 5  | 36.4 | .582 | .412  | .769 | 6.4 | 1.2 | 1.4 | 1.8 | 19.0 |
| 2023–24 | Milwaukee | 6  | 6  | 33.3 | .587 | .435  | .533 | 4.3 | 1.8 | 0.0 | 1.3 | 17.7 |
| Gesamt  | Gesamt    | 84 | 84 | 31.5 | .517 | .335  | .824 | 6.0 | 0.9 | 0.7 | 1.7 | 14.6 |